# Johnny Cash Experience
Johnny Cash Experience oder auch The Cash Experience ist eine deutsche Tribute-Band im Genre Country-Musik, benannt nach deren Vorbild, Johnny Cash, einem der erfolgreichsten US-amerikanischen Country-Sänger und -Songschreiber. Die fünf Musiker stammen vom Niederrhein.

## Geschichte
2009 gründeten der Bassbariton Joe Sander (bürgerlich Jochen Schulte), Olaf Hermann, Oliver Janke, Marcus Pelzer und Thomas Pelzer die Tribute-Band Johnny Cash Experience. Nach vielen Konzerten wurde 2010 das Debütalbum produziert.
2011 trat die Band in der JVA Duisburg sowie in der JVA Köln auf und wurde in Duisburg von einem Fernsehteam des WDR begleitet. Im November 2011 wurde das Album Memories Are Made of This mit dem Austrian Country Music Award (ACMF) in der Rubrik Internationale Tonträger ausgezeichnet.
Es folgten deutschlandweite Auftritte sowie Gastspiele auf Festivals in den Niederlanden, Polen, Spanien und Österreich. Im März 2013 verließ Marcus Pelzer die Band, 2017 Thomas Pelzer ebenfalls. Frontmann und Sänger Joe Sander sowie Bassist Oliver Janke verließen die Band im Januar 2018. Im November 2019 gab es ein Abschiedskonzert unter dem Namen Joe Sander & Friends beim Miri Country Music Festival in Miri auf der Insel Borneo. 2020 kehrte Joe Sander zurück zur Band. Im Mai 2023 spielte die Band auf Einladung der Bundeswehr in der kosovarischen Hauptstadt Pristina ein Konzert für die Soldaten der KFOR-Truppe.

## Diskografie

### Alben
- 2010: Home of the Blues
- 2011: Memories Are Made of This
- 2011: Live at Prison
- 2014: Hit the Road and Go
- 2021: Five Feet Higher
- 2021: Christmasy Feeling (Live Concert)

### Singles
- 2013: In the Jailhouse Now / 706 Union
- 2018: Amazing Grace
- 2021: Bonanza German Memories